# 宁昌郡王
宁昌郡王，中国古代封爵之一。

## 元朝
为诸王第六等封号，为银印龟纽王。
- 唆郎哥驸马，亦乞列思部孛秃后裔，至元二十二年（1285年）封。
- 不怜吉歹驸马，唆郎哥之子，袭封。